# Auckland Geddes, 1. Baron Geddes

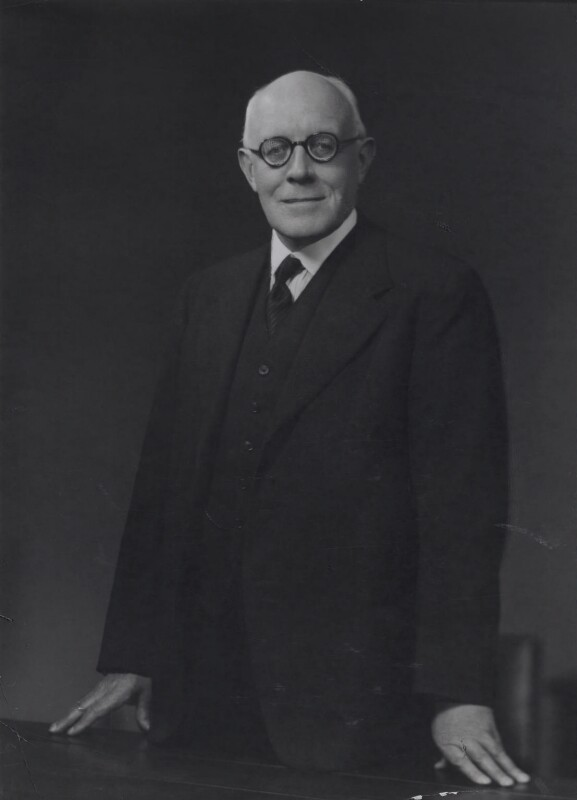
Sir Auckland Geddes (1941)

Auckland Campbell Geddes, 1. Baron Geddes, GCMG, KCB, PC, FRSE (* 21. Juni 1879 in London; † 8. Januar 1954 ebenda) war ein britischer Hochschullehrer und Politiker der Conservative Party, der unter anderem zwischen 1917 und 1920 Mitglied des Unterhauses (House of Commons) und in der Regierung Lloyd George mehrmals Minister war. Ab 1942 war er als Baron Geddes Mitglied des Oberhauses (House of Lords).

## Leben

### Familiäre Herkunft, Studium und Hochschullehrer
Auckland Campbell Geddes war das fünfte von sieben Kindern von Auckland Campbell Geddes (1831–1908), der als Bauingenieur in Britisch-Indien tätig war, und dessen Ehefrau Christina Helen McLeod Anderson († 1914). Seine älteste Schwester Alexandra Mary Campbell Geddes (1872–1936) war Ärztin und Leiterin des Women’s Army Auxiliary Corps sowie die erste Frau, die einen Doktortitel von der University of Edinburgh erhielt. Sein älterer Bruder war der Politiker Sir Eric Geddes (1875–1937), der unter anderem ebenfalls Abgeordneter des Unterhauses sowie in der Regierung Lloyd George Erster Lord der Admiralität sowie Minister ohne Geschäftsbereich war. Sein jüngerer Bruder Irvine Campbell Geddes (1882–1962) war Kapitän der schottischen Rugby-Union-Nationalmannschaft und später Manager bei Imperial Airways, British Overseas Airways Corporation (BOAC) und Orient Steam Navigation Company.
Er selbst diente nach dem Besuch des George Watson’s College als Second Lieutenant im 3. (Miliz-)Bataillon der Highland Light Infantry und nahm zwischen 1901 und 1902 am Zweiten Burenkrieg teil, wobei er für seine militärischen mit der Territorial Decoration (TD) ausgezeichnet wurde und 1902 zum Lieutenant befördert wurde. Er absolvierte ein Studium der Medizin und Chirurgie an der University of Edinburgh und schloss dieses 1903 mit einem Bachelor of Medicine (M.B.) sowie einem Bachelor of Surgery (Ch.B.) ab. 1905 wurde er zum Captain der Queen’s Rifle Volunteer Brigade der Royal Scots (Lothian Regiment) befördert. Er lehrte zwischen 1906 und 1909 als Assistenzprofessor für Anatomie an der University of Edinburgh und erwarb 1908 zudem einen Doktor der Medizin (M.D.) an dieser Universität. 1909 wurde er Fellow der Royal Society of Edinburgh (FRSE) und lehrte daraufhin von 1909 bis 1913 als Professor für Anatomie an der University of Edinburgh, ehe er zwischen 1913 und 1914 als Professor für Anatomie an der McGill University in Montreal unterrichtete.

### Erster Weltkrieg, Minister und Unterhausabgeordneter
Zu Beginn des Ersten Weltkrieges diente Auckland Geddes als Major im Infanterieregiment Royal Northumberland Fusiliers und wurde für seine militärischen Verdienste zwei Mal im Kriegsbericht erwähnt (Mentioned in dispatches). Nach seiner Beförderung zum Brigadier-General war er zwischen 1916 und 1917 Direktor für Rekrutierungen im Kriegsministerium (War Office) und wurde 1917 als Companion des Order of the Bath (CB) ausgezeichnet. Ebenfalls 1917 wurde er als Knight Commander des Order of the Bath (KCB) geadelt, so dass er fortan das Prädikat „Sir“ führte, und wurde zudem zum Kommandeur des Kronenordens von Belgien ernannt. Am 17. August 1917 übernahm er von Neville Chamberlain den Posten als Generaldirektor und Minister für den Wehrdienst (Minister for National Service) in der Regierung Lloyd George und bekleidete diesen bis zum 19. Dezember 1919. Er wurde 1917 auch Mitglied des Kronrates (Privy Council). Am 25. Oktober 1917 wurde er als Abgeordneter der Conservative Party für den Wahlkreis Basingstoke Mitglied des Unterhauses (House of Commons) und hatte dieses Mandat bis zum 15. März 1920 inne.
Im Zuge einer Regierungsumbildung löste Geddes am 4. November 1918 William Hayes Fisher als Minister für Kommunalverwaltung (President of the Local Government Board) und behielt dieses Amt bis zu seiner Ablösung durch Christopher Addison am 10. Januar 1919. Im Rahmen einer neuerlichen Kabinettsumbildung übernahm er wiederum am 10. Januar 1919 von Christopher Addison den Posten als Minister für den Wehrdienst und Wiederaufbau (Minister of National Service and Reconstruction) und behielt diesen bis zur Abschaffung des Amtes am 19. Dezember 1919. Als Nachfolger von Sir Albert Stanley wurde er schließlich in der Regierung Lloyd George am 26. Mai 1919 Handelsminister (President of the Board of Trade) und hatte dieses Ministeramt bis zum 19. März 1920 inne, woraufhin Sir Robert Horne ihn ablöste.

### Botschafter in den USA und Oberhausmitglied

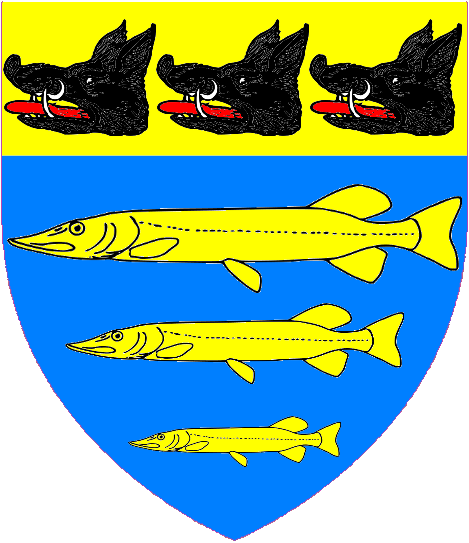
Wappen des Auckland Geddes, 1. Baron Geddes

Nach seinem Ausscheiden aus dem Kabinett löste Sir Auckland Geddes 1920 Edward Grey als Botschafter in den Vereinigten Staaten ab und hatte dieses diplomatische Amt bis zu seiner Ablösung durch Esmé Howard 1924 inne. Zugleich war er zwischen 1921 und 1922 Mitglied der Delegation bei den Verhandlungen zum Washingtoner Flottenabkommen, ein völkerrechtlicher Vertrag zwischen den wichtigsten Alliierten des Ersten Weltkriegs, in dem vereinbart wurde, ein Wettrüsten durch die Begrenzung des Flottenbaus zu verhindern. Er unterzeichnete ferner am 6. Februar 1921 den Vertrag in Bezug auf die Nutzung von U-Booten und Schadgasen in der Kriegführung. Für seine langjährigen Verdienste wurde er 1922 auch zum Knight Grand Cross des Order of St Michael and St George (GCMG) geschlagen. Nach seiner Rückkehr aus den USA fungierte er 1924 zunächst als Vorsitzender der Königlichen Kommission für Lebensmittelpreise (Royal Commission on Food Prices) und im Anschluss zwischen 1924 und 1947 als Vorsitzender der Rio Tinto Corporation, ein börsennotiertes Bergbauunternehmen mit Doppelsitz in London und Melbourne.
Am 28. Januar 1942 wurde Geddes als Baron Geddes, of Rolvenden in the County of Kent, in den erblichen Adelsstand der Peerage of the United Kingdom erhoben und dadurch Mitglied des Oberhauses (House of Lords), dem er bis zu seinem Tod am 8. Januar 1954 angehörte.
Auckland Geddes heiratete am 8. September 1906 die US-Amerikanerin Isabella Gamble Ross († 1962). Aus dieser Ehe gingen vier Söhne und eine Tochter hervor. Der älteste Sohn Ross Campbell Geddes (1907–1975) erbte bei seinem Tod 1954 den Titel als 2. Baron Geddes und wurde damit Mitglied des Oberhauses. Der zweitälteste Sohn Alexander Campbell Geddes (1911–1972) diente als Lieutenant-Colonel der Royal Artillery und war später Verwaltungsbeamter und Wirtschaftsmanager. Die einzige Tochter Margaret Campbell Geddes (1913–1997) war die Ehefrau von Ludwig von Hessen und bei Rhein (1908–1968) und Adoptivmutter von Moritz von Hessen (1926–2013). Der zweitjüngste Sohn John Reay Campbell Geddes (1915–1978) war unter anderem Mitglied des Rates der British Scientific Instrument Research Association, während der jüngste Sohn David Campbell Geddes (1917–1995) Mitarbeiter des öffentlichen Dienstes war.

## Veröffentlichungen
- Despatch from H. M. Ambassador at Washington reporting on conditions at Ellis Island Immigration Station, London 1923
- Despatch from His Majesty's ambassador at Washington enclosing a memorandum on the subject of the effects of prohibition in the United States, London 1925
- First report of the Royal commission on food prices with Minutes of evidence and Appendices, London 1925
- The forging of a family. A family story studied in its genetical, cultural, and spiritual aspects, and a testament of personal belief founded thereon, London 1952